# Devotional Tour
Le Devotional Tour est une tournée de concerts du groupe électronique anglais Depeche Mode, organisé pour promouvoir leur huitième album studio, Songs of Faith and Devotion, sorti en mars 1993.
Le groupe a continué à promouvoir Songs of Faith and Devotion l'année suivante lors de l'Exotic Tour/Summer Tour '94 (en), qui comprenait une étape supplémentaire en Amérique du Nord.

## Tournée
La tournée a débuté par une première étape européenne de onze semaines, qui a débuté à la mi-mai 1993 à Lille. Elle s'est terminée à Londres fin juillet. En septembre, le groupe entame une étape nord-américaine qui débute à Québec, au Canada. Ce segment, composé de 50 dates, s’est poursuivi jusqu’au début décembre, où il a pris fin à Mexico. Plus tard dans le mois, le groupe est revenu en Europe pour une courte tournée au Royaume-Uni et en Irlande. Cette série de cinq dates a commencé à Dublin et s'est terminée, une fois de plus, à Londres.

## Sorties parallèles
Les concerts de Barcelone, Liévin et Francfort ont été filmés, et les images compilées ont été publiées plus tard dans l'année sous forme d'une vidéo intitulée Devotional. En 2004, cette vidéo a été rééditée en DVD, incluant des bonus non publiés.
Un album live intitulé Songs of Faith and Devotion Live est sorti en décembre 1993. Cet album reprend, morceau par morceau, les titres de l'album Songs of Faith and Devotion. L'album comprenait des enregistrements du concert de Liévin, bien que deux des morceaux aient été enregistrés respectivement à Copenhague et à la Nouvelle-Orléans. Certains morceaux ont également été publiés sur les singles Condemnation et In Your Room.

## Liste des chansons
1. Higher Love
2. Policy of Truth
3. World in My Eyes
4. Walking in My Shoes
5. Behind the Wheel
6. Halo
7. Stripped
8. Condamnation
  - Judas (*)
  - A Question of Lust (*)
  - Death's Door (*) (acoustique)
  - One Caress
9. Get Right with Me
10. Mercy in You
11. I Feel You
12. Never Let Me Down Again
13. Rush
14. In Your Room
Encore 1
15. Personal Jesus
16. Enjoy the Silence
Encore 2
17. Fly on the Windscreen
18. Something to Do (seule représentation connue : le 25 mai 1993 à Bruxelles)
19. Somebody (*)
20. Everything Counts

Remarques :
- Les listes de concerts différaient d'une date à l'autre, avec des rotations de chansons (indiquées ci-dessus) ou des omissions de chansons.
- « (*) » désigne les chansons interprétées par Martin Gore.

## Musiciens

### Depeche Mode
- Dave Gahan – chant principal
- Martin Gore – guitare, synthétiseurs, samplers, chant principal et chœurs
- Alan Wilder – synthétiseurs, samplers, piano, batterie, pads de percussion, chœurs
- Andy Fletcher – synthétiseurs, samplers, chœurs

### Musiciens additionnels
- Hildia Campbell – chœurs
- Samantha Smith – chœurs

## Personnel de production
- Directeur de production – Craig Sherwood
- Directeur de production – Andy Franks
- Régisseur de scène – Howard Hopkins
- Régisseur de scène – Tom Wilson
- Gréeur – Phil Broad
- Garde-robe – Carol Graham
- Garde-robe – Paula Bradley
- Technicien clavier – Wob Roberts
- Technicien guitare – Jez Webb
- Technicien batterie – Tom Wilson
- Ingénieur du son FOH – Jon Lemon
- Chef de l'équipe son – Dave Bracey
- Équipe de son – Scott Ashton
- Vidéo/Projection – Richard Turner
- Concepteur lumière – Patrick Woodroffe
- Conception et design de la scène – Anton Corbijn